# Licia Navarrini
Licia Navarrini (Rovigo, 3 maggio 1963) è un'attrice e comica italiana di cinema, televisione e teatro.
Dal 2002 al 2015 partecipa al programma per bambini Melevisione, interpretando Balia Bea.

## Biografia
Nata a Rovigo, figlia del campione di rugby Giancarlo Navarrini, frequenta a Bologna il Liceo Scientifico Statale Sabin e la scuola di teatro diretta da Scuola di teatro Alessandra Galante Garrone dove si diploma nel 1984. Lavora in seguito come attrice e cantante in teatro, cinema e televisione. Dal 2002 al 2015 interpreta il ruolo di Balia Bea nel programma Melevisione prodotto dalla Rai. È stata aiuto regista di Leo de Berardinis dal 1991 al 1998. Nel 2002 fonda in associazione con alcuni colleghi romagnoli la compagnia teatrale VagaMondi e nel 2014 inaugura un progetto di pedagogia delle arti, nominato Casa delle Passioni. È anche autrice di testi teatrali, favole e sceneggiature per fumetti.

## Filmografia

### Cinema
- Consigli per gli acquisti, regia di Sandro Baldoni (1997)
- Fortezza Bastiani, regia di Michele Mellara e Alessandro Rossi (2002)
- Natale in India, regia di Neri Parenti (2003)
- Prima dammi un bacio, regia di Ambrogio Lo Giudice (2003)
- Beate, regia di Samad Zarmandili (2018)
- L’abbandono, regia Ugo Frosi (2018)
- Dolcissime, regia di Francesco Ghiaccio (2019)
- La guerra a Cuba, regia di Renato Giugliano (2021)
- Quel che conta è il pensiero, regia di Luca Zambianchi (2022)
- La seconda vita, regia di Vito Palmieri (2024)
- La vita accanto regia, regia di Marco Tullio Giordana (2024)
- Il soldato senza nome, regia di Claudio Ripalti (2024)
- La stanza indaco, regia di Marta Minniucchi (2024)

### Cortometraggi
- Dieci cinema, regia di Alessandro Cappelletti (1995)
- Tredici storie d'amore, regia di Ambrogio Lo Giudice (1998)
- Karaoke, regia di Ginetto Campanini (1999)
- Uno contro uno, regia di Riccardo Marchesini (2001)
- Il ragazzo del cavalcavia, di Pietro Cornini (2024)

### Televisione
- L'ispettore Coliandro – serie TV, episodio 1x02 (2006)
- R.I.S. 4 - Delitti imperfetti, regia di Pier Belloni – serie TV, episodio 4x09 (2008)
- Mal'aria, regia di Paolo Bianchini – miniserie TV (2009)
- Die Akte Golgatha, regia di Zoltan Spirandelli – film TV (2010)
- Un passo dal cielo – serie TV, episodio 1x01 (2011)
- Che Dio ci aiuti – serie TV, episodi 1x01-1x08 (2011-2012)
- La Certosa di Parma, regia di Cinzia TH Torrini – miniserie TV (2012)
- La tempesta, regia di Fabrizio Costa – film TV (2014) - ciclo Purché finisca bene
- I ragazzi dello Zecchino d'Oro, regia di Ambrogio Lo Giudice – film TV (2019)
- Questione di stoffa, regia di Alessandro Angelini (2024) - ciclo Purché finisca bene

### Programmi TV
- Melevisione, Rai (2002-2015) - ruolo Balia Bea

### Web-series
- Cast away - Le faremo sapere, regia di Alessio De Leonardis (2015)
- Lontana da me, regia di Claudio Di Biagio (2015)
- Universitas Tenebrarum, regia di Michele Mellara e Alessandro Rossi (2023)

## Teatro
- Anatol, regia di Francesco Macedonio
- Il filo di Giovanna, regia di Valeria Frabetti, Teatro cooperativa la Baracca (1986)
- Cantata Popolare, regia di Edgardo Siroli (1985)
- Televisione Tribuna del padrone, regia di Edgardo Siroli (1986)
- L'impresario delle Smirne, regia di Tonino Taglioni, Compagnia Accademia Perduta (1988)
- La dodicesima notte, regia di Tonino Taglioni, Compagnia Accademia Perduta, (1990)
- L'uomo la bestia e la virtù, regia di Stefano Piacentini, (1994)
- Scentè, regia di Leo de Berardinis, ruolo assistente alla regia (1991)
- I giganti della montagna, regia di Leo de Berardinis, ruolo assistente alla regia (1993)
- Il ritorno di Scaramouche di Jean Baptiste Poquelin e Leòn de Berardin, regia di Leo de Berardinis, ruolo assistente alla regia 1994)
- Diablog, regia di Enzo Vetrano e Stefano Randisi, ruolo assistente alla regia (1993)
- Beethoven nei campi di Barbabietole, regia di Enzo Vetrano e Stefano Randisi, ruolo assistente alla regia (1992)
- King Lear n.1, regia di Leo de Berardinis, ruolo assistente alla regia (1996)
- La Venexiana, regia di Gabris Ferrari, (2013)
- Decameron Commedy, regia di Gabris Ferrari (2014)
- Al dutaur di mat, regia di Nanni Garella (2018)